# Ellipteroides hutsoni
Ellipteroides hutsoni là một loài ruồi trong họ Limoniidae. Chúng phân bố ở miền Cổ bắc.